# 高速電路交換數據
高速电路交换数据(HSCSD,High-Speed Circuit-Switched Data)，是对电路交换数据（CSD，Circuit Switched Data）技术的提升。电路交换数据技术是GSM移动系统最初的一种传输机制。在电路交换数据方式中，信道是以电路交换方式来进行分配的。高速电路交换数据方式与电路交换数据的差别在于利用不同的编码方式和/或多重时隙来提高数据的传输量。HSCSD是具有更高传输速率的通信技术EDGE和UMTS系统的一种选择。
HSCSD技术的一个创新之处在于能使用不同的数据纠错方式用于数据的传输。最初，在GSM系统中的纠错方式是被设计成能在有限的覆盖范围内工作并且能在GSM系统所能承受的最坏的状况下工作。这意味着很大一部分的GSM传输量被用于纠错码。HSCSD能根据无线连接的不同情况提供不同级别的纠错方式。也就是说，在最优情况下，HSCSD能在一个时隙内以14.4Kbit/s的速度传输，而在CSD方式里，只能提供9.6kbit/s的传输速度。传输能力增加了50%。
HSCSD的另一个创新之处在于能够同时利用多个时隙传输数据。同时利用4个时隙传输，能提供57.6kbit/s(4*14.4kbit/s)的传输速度，即使在信道条件不好的情况下，纠错能力更强的码用于数据传输，HSCSD仍然能够比CSD方式提供高4倍的传输速度(38.4kbit/s VS 9.6kbit/s)。 同时利用8GSM个时隙能提供115kbit/s的传输速率。
通常，HSCSD用户通话时会比普通用户付费多一些，收费是由分配的时隙数所决定的。这使得HSCSE显得相对贵一些，也是另一种技术--基于包交换的GPRS相对便宜并且更流行的原因之一。GPRS收费是根据数据的传输量，而HSCSD是基于连接时间来收费。
除了在通话时带宽被用户独享这个优点之外，HSCSD有比GPRS较低的无线接口时延，这是因为HSCSD连接无须等待发包的网络许可。在UMTS系统中，HSCSD相比包交换的优点没有那么明显，因为UMTS无线接口方式是专门为高带宽，低时延的包交换系统所设计的。这就意味着在UMTS系统中，HSCSD技术的优点就只能在接入传统的拨号系统中才能体现出来。